# Рома (богиня)

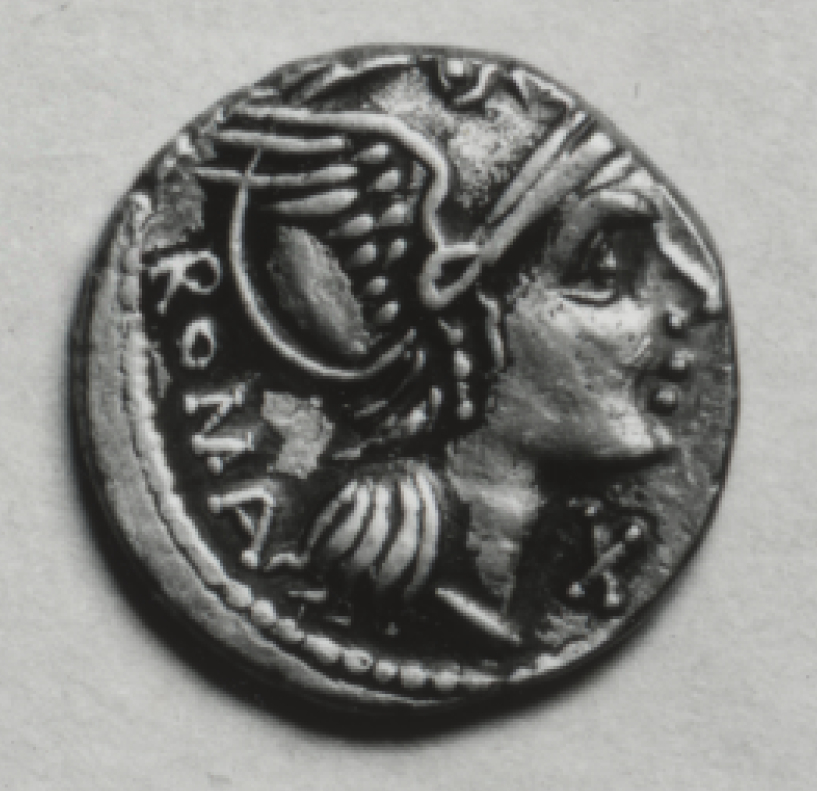
Рома на динарій, 93-92 до н. е. (Художній музей Волтерса)

Ро́ма в давньоримської релігії була богинею, котра уособлювала місто Рим і, в ширшому сенсі, Римську державу. Вона відповідала за державне заступництво та втілювала і ідеалізувала деякі уявлення Риму про себе, свій розвиток і потенційну перевагу над сусідами. Римські політичні, моральні та релігійні ідеї були представлені через Рому в різних формах: на монетах, скульптурах, архітектурних проектах, офіційних іграх та фестивалях, але рідко в буденному чи домашньому контексті. Хоча на її зображення вплинули інші богині того часу, такі як римська Мінерва, її грецький еквівалент Афіна й різні втілення грецької богині Тіхе, Рома вирізняється як символ «природного» римського панування, а також обіцянкою захисту тим, хто корився або співпрацював з нею, і її «чеснотою мужності» (virtus) як затятої матері войовничого роду.
Образ Роми і її офіційний культ як богині-захисниці й партнерки живих римських імператорів, слугували просуванню пропагандистського послання імператорського Риму. В римському мистецтві і карбуванні монет вона зазвичай зображується сидячи на троні, з шоломом і часто іншим військовим спорядженням. На грекомовному Сході вони іноді замінювалися мурованою короною або рогом достатку, або і тим, і іншим, що найчастіше символізувало захист і процвітання, що подаються уособленнями Тіхе грецьким містам-державам. Рома, можливо, і не досягла по-справжньому популярного культу, але, ймовірно, користувалася прихильністю представників Римської імперії. Вона була зображена на срібних кубках, арках і скульптурах, в тому числі на постаменті колони Антоніна Пія. Її культ як уособлення Римської держави проіснував до християнського періоду. Її зображення, де Рома сидить зі щитом і списом, пізніше вплинуло на алегоричні зображення Британії.

## Республіканська епоха

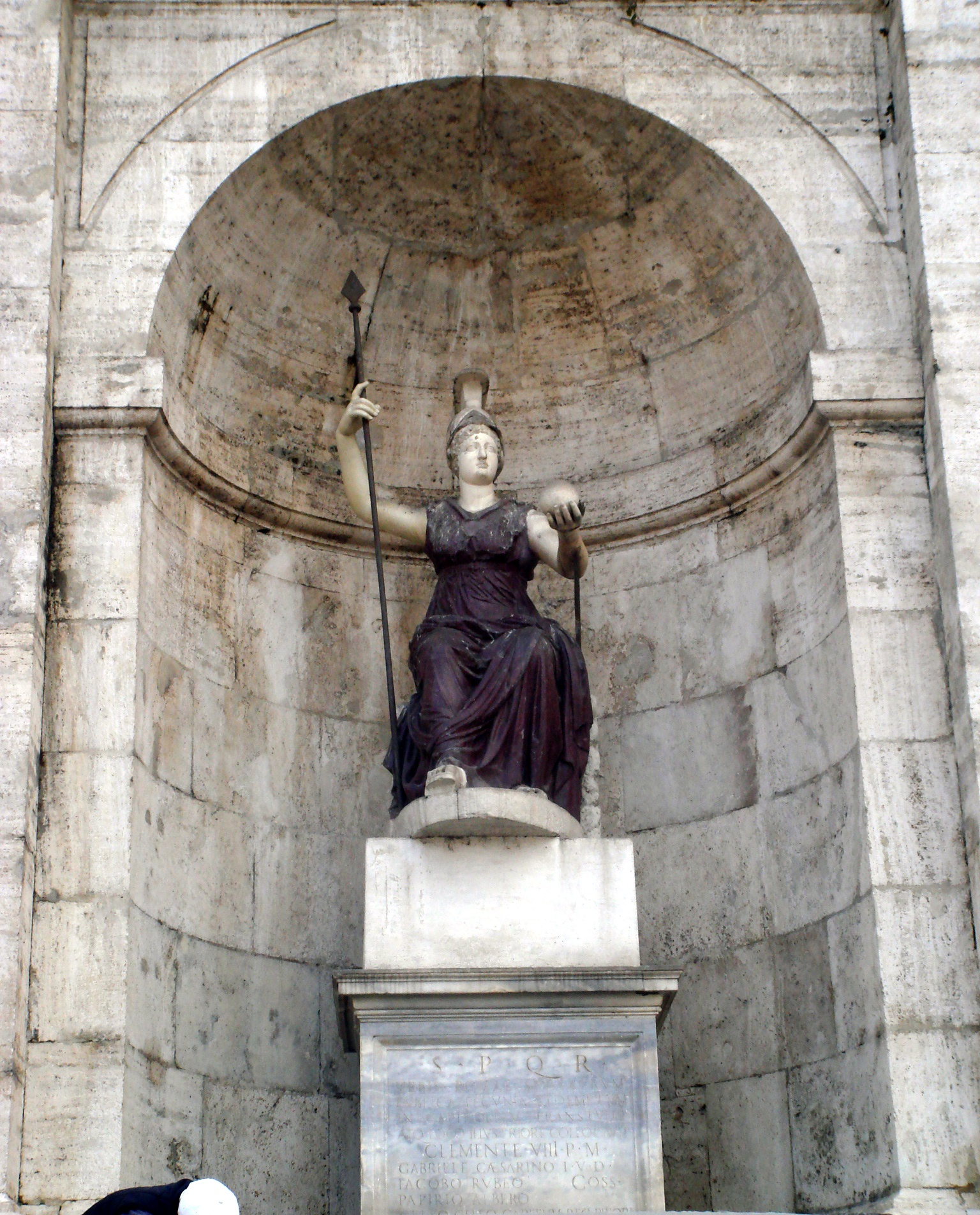
Рома на площі Кампідольо; наслідування статуї Мінерви шляхом додавання зброї в сучасну епоху

### Ідентичність та іконографія
Фігура в шоломі, зображена на римських монетах 280—276 і 265—242 років до н. е., іноді інтерпретується як Рома, але така ідентифікація оскаржується. На інших ранніх римських монетах зображений войовничий тип «амазонки», можливо, Роми, але, на думку Меллора, це швидше геній, аніж деа (богиня). Під час кінця Другий Пунічної війни і Піррової війни Рим випускав монети із зображенням голови фрігійця в шоломі; на деяких вибито «Roma». У пізніших партіях монет Рома носить різновиди аттичного шолома, стандартного зразка для офіцерів римської армії. У тих випадках, коли відсутні чіткі написи на монетах, ідентифікація залишається невирішеною. Інші жінки-члени офіційного пантеону Риму також були в шоломах, в тому числі Беллона і Мінерва, остання еквівалентна грецькій Афіні, яка, як вважають деякі вчені, була оригіналом для Роми.
Найранішою, більш-менш однозначною монетою, що достеменно зображає Рому, є срібний статер 275 року до н. е., випущений етнічними союзниками Риму — греками в Локрі, на італійському півострові. На ньому зображена жінка, що сидить на троні зі щитом і іншим бойовим спорядженням, явно позначена як Рома. Інша жінка, названа Пістіс (Грецький еквівалент римської Фідеса, або «сумлінність»), стоїть перед Ромою в короні з листя, піднятою над її головою. На римському динарії 114/115 року зображені Рома з Ромулом, Ремом і Вовчицею, міфологічним звіром, який виховав їх і вигодував своїм молоком; зображення на монеті вказує, що Рома захищала та годувала Рим з самого його заснування. Її «амазонська» зовнішність нагадує про лютих варварок-амазонок з оголеними грудьми, які билися в Троянській війні пліч-о-пліч з троянцями, передбачуваними предками римлян. У пізню республіканську і ранню імперську епоху римська література представляє Рому як одну з декількох «Великих матерів» римського народу, в число яких входили Венера і Кібела. Енній уособлював «римську Вітчизну» як Рим: для Цицерона вона була «римською державою», але ні те, ні інше не є dea Roma. Хоча її римське походження можливо полягає просто імені та ідеї, яку воно викликало, за словами Меллора, — вона постає як грецьке божество, чия основна іконографія і характер усталилися в Італії, Великій Греції та Римі.

### Найдавніші культи
Найраніший достеменний культ «деа Рома» (богині Роми) був заснований в Смирні у 195 році до н. е., ймовірно, в ознаменування успішного Союзу Риму з Антіохом III. Меллор трактував цей культ як форму релігійно-політичної дипломатії, що пристосувала традиційні греко-східні божественні монархічні почесті до республіканських звичаїв. Божественні почесті божественному уособленню Римської держави означали визнання і влади її намісників, Республіки і міста Риму як божественних і вічних, але не витісняли місцевий, грецький культ особи окремих римських діячів (як наприклад, Тита Квінкція Фламініна, квестора М. Аннія тощо).
Демократичні міста-держави, такі як Афіни та Родос, прийняли Рому як аналогічну їхнім традиційним культу уособлення демосу (звичайних людей). У 189 році до нашої ери Дельфи і Лікія встановили свята на її честь. Рома, як «божественний покровитель» легкої атлетики та пан-еллінської культури, імовірно, акуратно ввійшли в добре налагоджену та розвинену фестивальну схему, а її храми переважали над публічними статуями та посвяченнями. У 133 р. до н. е. Аттал III заповідав населення і території Пергаму Риму як надійному союзнику і захиснику. Пергамська спадщина стала новою римською провінцією Азії, і в ній швидко поширився культ Роми.
На відміну від її передбачуваного «амазонського» римського оригіналу, грецьке карбування зменшує лютість її образу і зображує її в «гідному і досить суворому стилі» грецької богині, часто в короні з розписом, а іноді і в фригійському шоломі. Іноді вона буває з непокритою головою. У цей і пізніший періоди вона часто асоціювалася з Зевсом (хранителем клятв) і Фідесом (уособленням взаємної довіри). Її Східний культ закликав до союзу і захисту Риму. Зберігся панегірик у п'яти сапфічних строфах, присвячений їй, приписуваний грецькому поетові Мелінно, що прославляє її затяту відданість своїм нащадкам і протеже. В цей час її культ в республіканському Римі і його східних колоніях практично не існував. У її «амазонському» типі богиня зазвичай має оголену грудь, що означає ту ж сміливість і материнські, турботливі чесноти, поєднані з войовничістю. В елліністичний релігійній традиції богам служили жерці, а богиням — жриці, але римське духовенство Роми було чоловічим, можливо, на знак визнання мужності військової могутності Риму. За перебування у жрецтві культу Роми змагалися найбільш високопоставлені представниками місцевої еліти.

## Імперська епоха

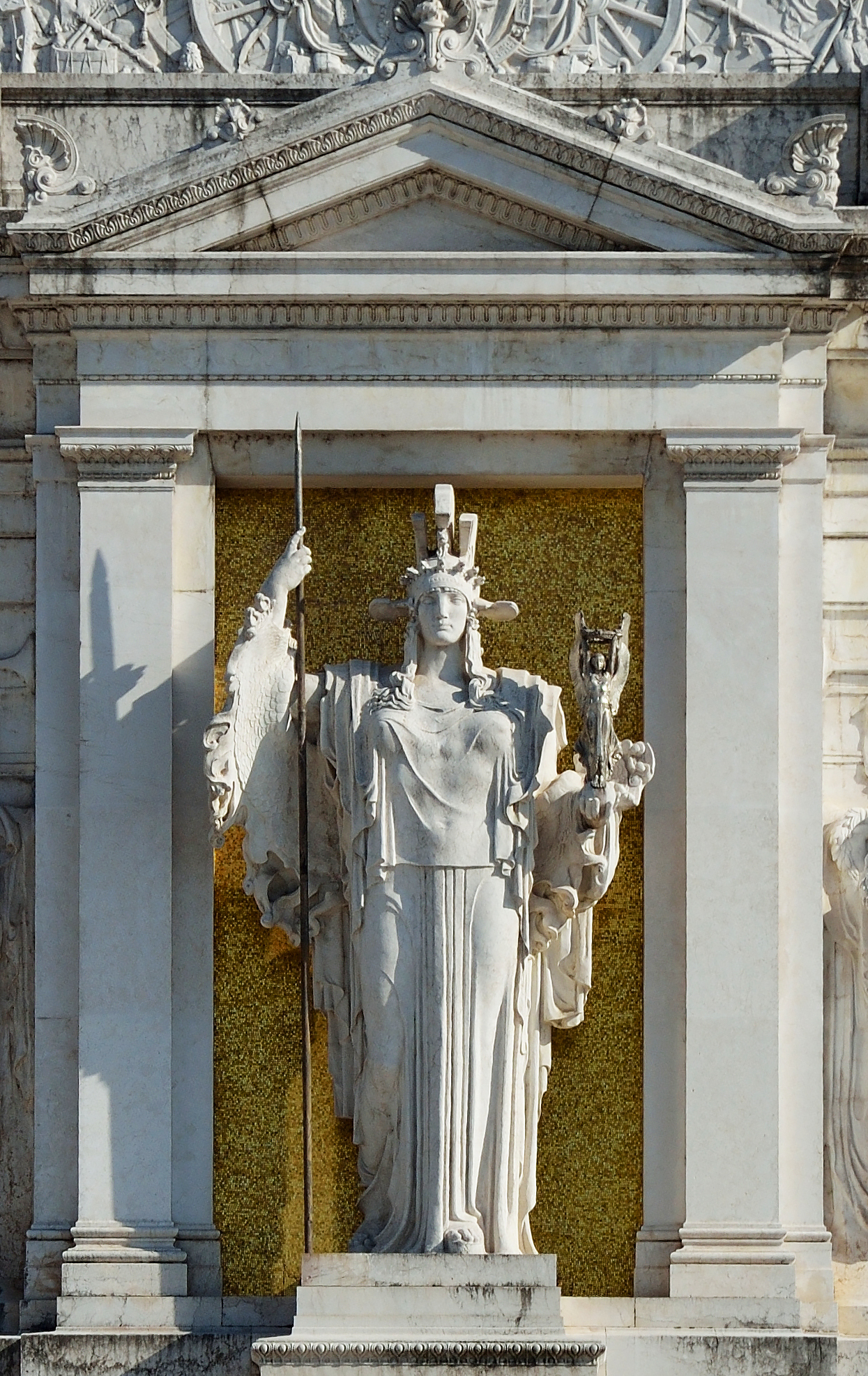
Статуя Роми в Вітторіано

Вбивство Юлія Цезаря призвело до його апофеозу і встановлення його культу як державного деуса в Римі та його східних колоніях. Прийомний спадкоємець Цезаря Август поклав кінець громадянській війні в Римі і став принцепсом («вождем») Республіки, а в 30/29 році до н. е койнони Азії та Віфінії попросила дозволу вшанувати його як живого деуса. Республіканські цінності зневажали монархію і еллінські почесті — яких Цезар фатально домагався, — але пряма відмова могла образити лояльних провінціалів і союзників. Була складена обережна формула: не-римляни могли пропонувати йому культ тільки як деуса спільно з деа Рома. Рома відігравала роль дружини імператора і матері всього римського народу. У грецьких містах-державах її іконографія злилася з місцевою іконографією Тіхе; зазвичай включаючи муровану корону і Ріг достатку. Сидяча поза Роми, що зустрічається на понад половині відомих зображень, також використовувалася для Афіни, еллінського еквівалента римської Мінерви. Як і Афіна, Рома уособлює «мужні» жіночі чесноти, уособлюючи імперію, побудовану на завоюваннях. З цього моменту римляни все частіше привласнювали імператорській деї атрибути імператорської або божественної дружини, але на деяких грецьких монетах вона зображена сидячи на троні, а імператорська дея стоїть прямо, немов її прохачка або слуга.

## Спадщина
«Як уособлення, як богиня або як символ, ім'я Рома простягається від класичної Греції до фашистської пропаганди Муссоліні… Рома вважалася богинею, повією, майже святою і символом самої цивілізації. Вона залишається найстарішим безперервним політико-релігійним символом західної цивілізації». Рональд Меллор, Введення, Богиня Рома.